# Luca Casagrande
Luca Casagrande ist ein italienischer Sänger (Bariton).

## Leben
Casagrande studierte in Mailand Gesang bei Alberto Soresina. Er debütierte 1989 als Oratoriensänger in Georg Friedrich Händels Messiah, Johann Sebastian Bachs Johannespassion und dessen Kantate Christ unser Herr zum Jordan kam. In den 1990er Jahren wirkte er an weiteren Aufführungen von Kantaten Bachs und Händels sowie Messen Wolfgang Amadeus Mozarts u. a. in Leipzig, Berlin und Salzburg mit. 2005 trat er in Händels Theodora, 2008 in dessen Belshazzar sowie den Vertonungen des Stabat mater von Antonio Caldara und von Gioachino Rossini auf.
Seinen ersten Auftritt auf der Opernbühne hatte Casagranda am Teatro Smeraldo in Mailand mit dem Orchestra dei Pomeriggi Musicali unter Leitung von Giuseppe Grazioli in Leonard Bernsteins Mass. In Deutschland, Belgien, den Niederlanden, der Schweiz, Schweden, Spanien, Frankreich und den USA trat er als Interpret italienischer Barockopern auf. Ab Mitte der 1990er Jahre wurde er auch als Sänger von Mozart-Opern (Le nozze di Figaro – Conte d’Almaviva, La finta giardiniera – Ramiro, Don Giovanni – Titelrolle, Così fan tutte – Guglielmo, Die Zauberflöte – Papageno) bekannt.
Daneben erarbeitete er sich auch ein Opernrepertoire des 19. und 20. Jahrhunderts u. a. mit den Titelrollen in Giuseppe Verdis Macbeth und Simon Boccanegra, dem Orest in Elektra, dem Faninal in Der Rosenkavalier und Mandryka in Arabella von Richard Strauss, dem Wolfram von Eschenbach in Tannhäuser, dem Kurvenal in Tristan und Isolde und dem Wotan in Das Rheingold und Die Walküre von Richard Wagner, dem Hans in Der Traumgörge von Alexander von Zemlinsky, dem Moruccio in Tiefland von Eugen d’Albert, dem Herzog von Albany in Lear von Aribert Reimann und der Titelrolle in Oberst Chabert von Hermann Wolfgang von Waltershausen. In der Saison 2014/15 debütierte er in Béla Bartóks Herzog Blaubarts Burg in Los Angeles, Rossinis La donna del lago in New York sowie Hector Berlioz’ Roméo et Juliette und Sergei Prokofjews Die Liebe zu den drei Orangen in Berlin.
Seit 1994 nahm Casagrande beim Label Centaurus Music mehr als 30 CDs auf, darunter Kantaten und Opern von Komponisten vom 16. Jahrhundert bis zur frühen Klassik (u. a. von Alessandro Scarlatti, Agostino Steffani, Giovanni Legrenzi, Antonio Cesti, Benedetto Marcello, Giovanni Battista Bassani, Alessandro Stradella, Giovanni Maria Bononcini, Nicola Antonio Porpora, Georg Philipp Telemann, Giovanni Battista Martini, Joseph Haydn und Giovanni Battista Cirri und Lieder von Hector Berlioz, Claude Debussy, Albert Roussel, Franz Schubert, Gustav Mahler, Camille Saint-Saëns, Jules Massenet, Maurice Ravel, Robert Schumann und Richard Wagner).

## Weblink
- Homepage von Luca Casagrande